# Sirenia (formație)
Sirenia este o formație de gothic metal din Norvegia. A fost fondată în 2001 de către Morten Veland, fostul chitarist și vocalist al trupei Tristania.

## Discografie
- 2002 - „At Sixes And Sevens”
- 2004 - „An Elixir For Existence”
- 2004 - „Sirenian Shores”
- 2007 - „Nine Destinies And A Downfall”